# Regina Maršíková
Regina Maršíková (Praga, 11 de dezembro de 1958) é uma ex-tenista profissional tcheca.

## Grand Slam finais

### Duplas Mistas: 1 (1 título, 0 vice)
| Posição | Ano  | Campeonato    | Piso   | Parceira       | Oponentes               | Placar        |
| ------- | ---- | ------------- | ------ | -------------- | ----------------------- | ------------- |
| Campeã  | 1977 | Roland Garros | Saibro | Pam Teeguarden | Rayni Fox Helen Gourlay | 5–7, 6–4, 6–2 |